# Erythroxylum lygoides
Erythroxylum lygoides är en tvåhjärtbladig växtart som beskrevs av Otto Eugen Schulz. Erythroxylum lygoides ingår i släktet Erythroxylum och familjen Erythroxylaceae. Inga underarter finns listade i Catalogue of Life.